# 바스켓 케이스 (영화)
《바스켓 케이스》(영어: Basket Case)는 미국에서 제작된 프랭크 헤넌로터 감독의 1982년 공포 영화이다. 케빈 밴헨튼릭 등이 출연하였고, 에드거 레빈스 등이 제작에 참여하였다. 출시명은 분신의 저주이다.

## 출연
- 케빈 밴헨튼릭
- 테리 수전 스미스
- 베벌리 보너
- 로버트 보걸